# Beachvolleyballer des Jahres
Beachvolleyballer des Jahres ist ein Titel für Beachvolleyballspieler, der in Deutschland seit 1995 vergeben wird. Die Wahl erfolgt durch die Leser der Fachzeitschrift Volleyball-Magazin.

## Gewinner
Bei den Männern ist Julius Brink mit sechs Auszeichnungen der erfolgreichste Spieler. Nach dem Olympiasieg 2012 wurde er gemeinsam mit seinem Partner Jonas Reckermann ausgezeichnet. Es war die erste Wahl, bei der ein Duo geehrt wurde. 2023 ging die Auszeichnung zum fünften Mal in Folge an den ehemaligen Vizeweltmeister Clemens Wickler.
Nach dem Olympiasieg 2016 von Laura Ludwig und Kira Walkenhorst wurde auch bei den Frauen erstmals ein Duo ausgezeichnet. Bei den Frauen hält Laura Ludwig mit zwölf Auszeichnungen den Rekord. Sie ist auch die aktuelle Beachvolleyballerin des Jahres 2023.
| Jahr | Männer                        | Frauen                        |
| ---- | ----------------------------- | ----------------------------- |
| 1995 | Jörg Ahmann                   | Beate Bühler                  |
| 1996 | Axel Hager                    | Beate Bühler                  |
| 1997 | Axel Hager                    | Danja Müsch                   |
| 1998 | Axel Hager                    | Danja Müsch                   |
| 1999 | Axel Hager                    | Danja Müsch                   |
| 2000 | Oliver Oetke                  | Ulrike Schmidt                |
| 2001 | Jörg Ahmann                   | Okka Rau                      |
| 2002 | Jonas Reckermann              | Okka Rau                      |
| 2003 | Jonas Reckermann              | Okka Rau                      |
| 2004 | Jonas Reckermann              | Danja Müsch                   |
| 2005 | Julius Brink                  | Okka Rau                      |
| 2006 | Julius Brink                  | Okka Rau                      |
| 2007 | Christoph Dieckmann           | Sara Goller                   |
| 2008 | Christoph Dieckmann           | Sara Goller                   |
| 2009 | Julius Brink                  | Laura Ludwig                  |
| 2010 | Julius Brink                  | Laura Ludwig                  |
| 2011 | Julius Brink                  | Laura Ludwig                  |
| 2012 | Julius Brink Jonas Reckermann | Laura Ludwig                  |
| 2013 | Kay Matysik                   | Laura Ludwig                  |
| 2014 | Kay Matysik                   | Laura Ludwig                  |
| 2015 | Kay Matysik                   | Laura Ludwig                  |
| 2016 | Lars Flüggen                  | Laura Ludwig Kira Walkenhorst |
| 2017 | Lars Flüggen                  | Laura Ludwig                  |
| 2018 | Clemens Wickler               | Chantal Laboureur             |
| 2019 | Clemens Wickler               | Laura Ludwig                  |
| 2020 | –                             | –                             |
| 2021 | Clemens Wickler               | Laura Ludwig                  |
| 2022 | Clemens Wickler               | Cinja Tillmann                |
| 2023 | Clemens Wickler               | Laura Ludwig                  |
| 2024 | Nils Ehlers                   | Cinja Tillmann                |